# Ballads and Blues
Ballads and Blues é o álbum de estreia do pianista americano George Winston. Foi lançado em 1972. O álbum mescla covers com suas primeiras composições. O guitarrista americano John Fahey co-produziu o álbum com Doug Decker. Foi relançado em 1994 pela gravadora de Winston Dancing Cat Label, e foi relançado pela terceira vez em 5 de outubro de 2006.
| Críticas profissionais                                                      | Críticas profissionais |
| Avaliações da crítica                                                       | Avaliações da crítica  |
| Fonte                                                                       | Avaliação              |
| --------------------------------------------------------------------------- | ---------------------- |
| Allmusic                                                                    | [ 1 ]                  |
| Esta tabela precisa de ser acompanhada por texto em prosa. Consulte o guia. |                        |

## Faixas
| N.º | Título                                                        | Música           | Duração |  |
| 1.  | "Highway Hymn Blues" (Blues do Hino da Estrada)               | George Winston   | 3:00    |  |
| 2.  | "Song" (Canção)                                               | George Winston   | 3:20    |  |
| 3.  | "Go 'Way From My Window" (Vá Embora da Minha Janela)          | John Jacob Niles | 1:30    |  |
| 4.  | "The Woods East of Deland" (As Árvores à Leste de Deland)     | George Winston   | 2:58    |  |
| 5.  | "Brenda's Blues" (Blues da Brenda)                            | John Fahey       | 1:44    |  |
| 6.  | "Miles City Train" (Trem da Cidade de Miles)                  | George Winston   | 5:59    |  |
| 7.  | "New Hope Blues" (Blues de New Hope)                          | George Winston   | 1:40    |  |
| 8.  | "Theme for a Futuristic Movie" (Tema para um Filme Futurista) | Michael S. Roth  | 1:55    |  |
| 9.  | "Rag"                                                         | George Winston   | 5:55    |  |
| 10. | "Untitled" (Sem Título)                                       | George Winston   | 5:49    |  |